# 中部ポフヤンマー県
中部ポフヤンマー県（ちゅうぶポフヤンマーけん、フィンランド語: Keski-Pohjanmaa、スウェーデン語: Mellersta Österbotten）は、フィンランドの県。
北に北ポフヤンマー県、東に中央スオミ県、南に南ポフヤンマー県、南西にポフヤンマー県と接する。もともとはポフヤンマーの名を持つ地域はポフヤンマーという一つの州の一部だった。南北ポフヤンマー県に挟まれているポフヤンマー地域の中部である。
中心都市はコッコラ。県の面積は5706平方kmと小さく、人口はおよそ7万人である。

## 自治体
中部ポフヤンマーには、2つの郡があり、その下に8の自治体がある。
| カウスティネン郡: - ハルスア Halsua - カウスティネン Kaustinen - レスティヤルヴィ Lestijärvi - ペルホ Perho - トホランピ Toholampi - ヴェテリ Veteli | コッコラ郡 - カンヌス Kannus - コッコラ Kokkola |